# En synderinde (film fra 1916)
 For alternative betydninger, se Synderinde.
En synderinde er en amerikansk stumfilm fra 1916 af Edmund Lawrence.

## Medvirkende
- Olga Petrova som Thora Davis.
- Edward Martindel som Hanlin Davis.
- Arthur Hoops som Clinton Hastings.
- Eugene O'Brien som Robert Blake.
- Frances Gordon som Paula Gordon.